# Elecciones estatales de Tabasco de 1982
Las Elecciones estatales de Tabasco de 1982 se llevaron a cabo el domingo 10 de octubre de 1982, y en ellas se renovaron los siguientes cargos de elección popular de Tabasco:
- Gobernador de Tabasco. Titular del Poder Ejecutivo del estado, electo para un periodo de seis años no reelegibles en ningún caso. El candidato electo fue Enrique González Pedrero.
- 17 diputados del Congreso del Estado. Electos por mayoría relativa en cada uno de los Distrito Electorales.
- 17 ayuntamientos. Compuestos por un presidente municipal y un grupo de regidores, electos para un periodo de tres años no reelegibles para el periodo inmediato.

## Resultados electorales

### Gobernador
|  | 0.17 % |

|  | 95.80 % |

|  | 0.43 % |

|  | 2.43 % |

|  | 1.18 % |

### Municipios

#### Municipio de Villahermosa
- Gustavo Rosario Torres  Hecho

### Comunidades

#### Delegado de Ciudad Pemex
- Carlos Sánchez Rivera Pérez  Hecho